# Польско-шведская война (1626—1629)

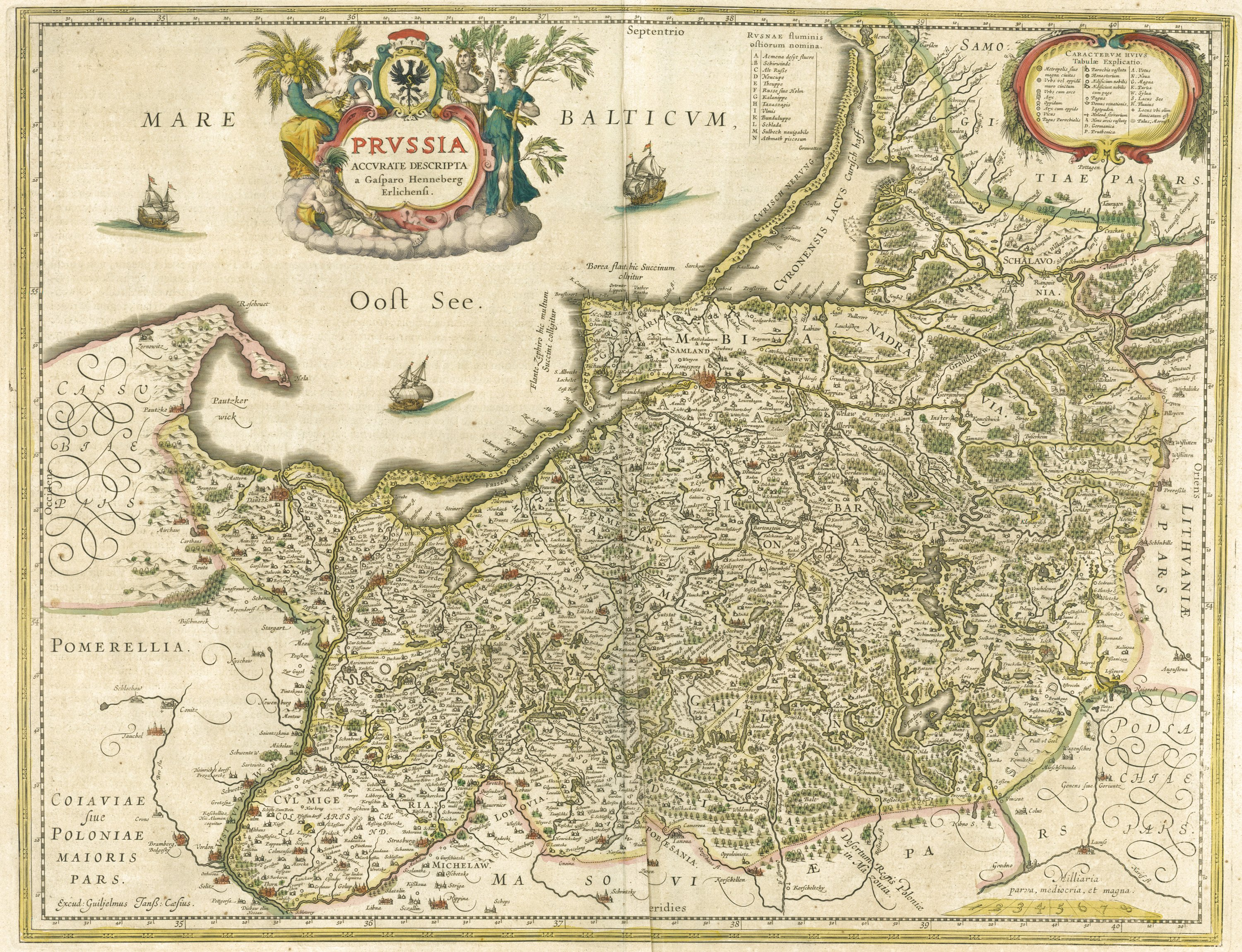
Карта Пруссии XVII века

Польско-шведская война (1626—1629) — война между Речью Посполитой и Швецией в бассейне реки Вислы. Является продолжением польско-шведской войны 1621—1626 годов.
Известна в Польше как «Прусская война», «война за устье Вислы» и «Война двух Ваза». Эта война завершила долгую череду польско-шведских войн за Ливонию и стала первым поражением Речи Посполитой в крупномасштабном военном конфликте.

## 1626 год

### Первые успехи Густава II Адольфа

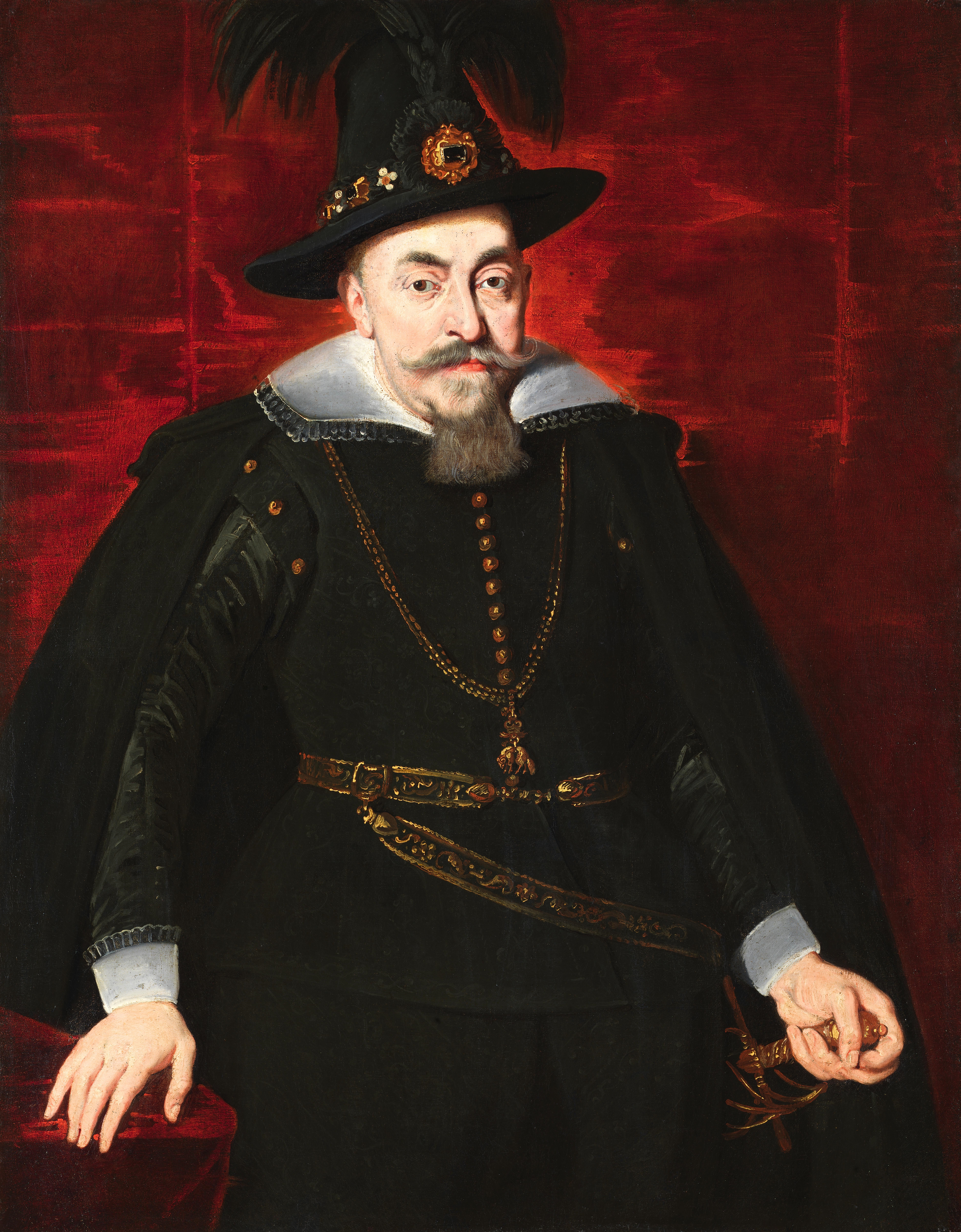
Питер Пауль Рубенс. Сигизмунд III

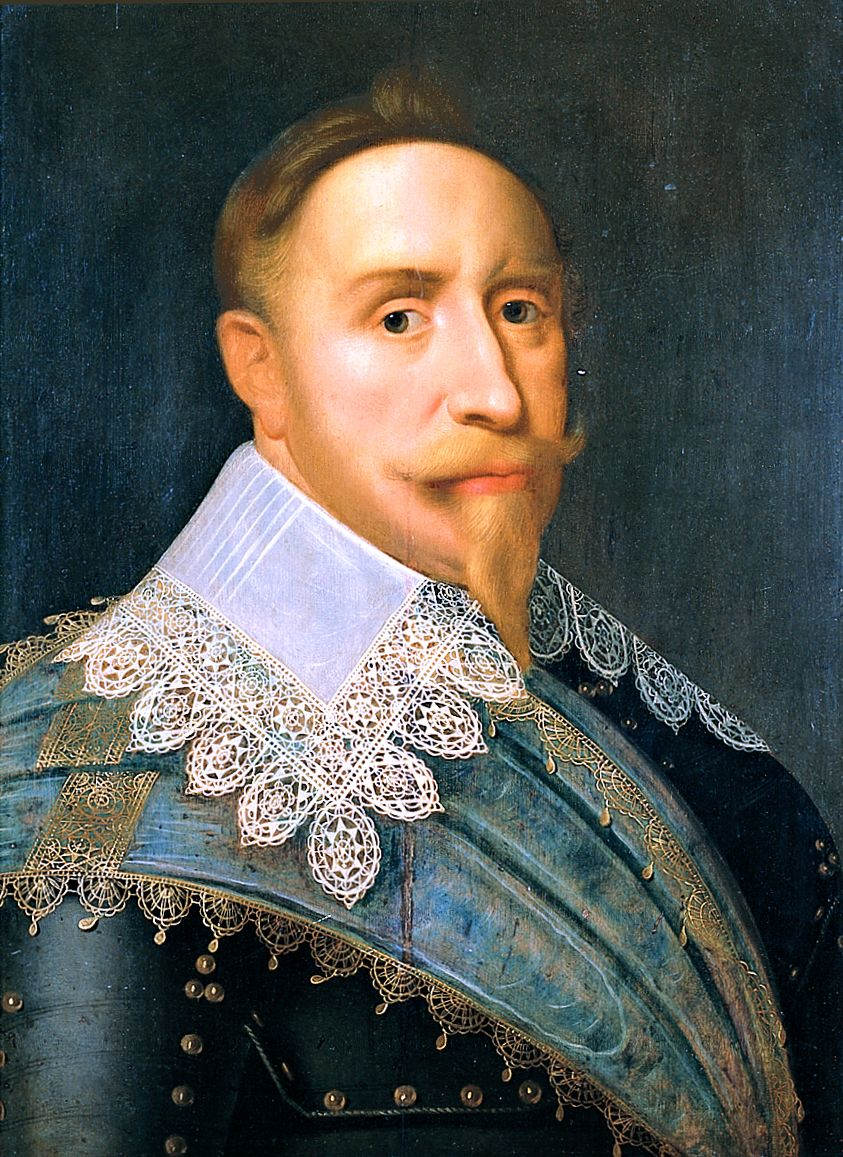
Густав II Адольф

Стремясь заставить короля Речи Посполитой Сигизмунда III заключить мир и отказаться от претензий на шведский престол, король Швеции Густав II Адольф решил перенести войну на территорию Восточной (Герцогская) и Западной (Королевская) Пруссии, куда направился во главе мощного флота из 125 военных и транспортных кораблей, на которые было посажено 14 тысяч солдат. 6 июля 1626 года в Пиллау (польск. Пилава), на территории Герцогства Пруссия, высадилось свыше 7 тысяч солдат, включая 1 тысячу кавалерии, под командованием шведского короля. Эта высадка оказалась абсолютной неожиданностью для Речи Посполитой. Наступая на Гданьск (нем. Данциг), он в течение 20 дней, почти без боя, занял 16 городов в Герцогской и Королевской Пруссии, в том числе Бранево (нем. Браунсберг), из города шведы вывезли крупнейшее собрание книг из библиотеки иезуитов, Фромборк (нем. Фрауэнбург), Эльблонг (нем. Эльбинг, 13 июля), Орнета (нем. Вормдит, 17 июля) и Мальборк (нем. Мариенбург, 18 июля), взят после всего только двух дней осады. Шведский флот начал взимать пошлину с торговых кораблей, идущих в Гданьск. Вскоре шведы форсировали Вислу и захватили Тчев (нем. Диршау), Гнев (нем. Меве) и Старогард (нем. Пройсиш-Штаргард), а высаженный с кораблей шведский десант занял Оливу и Пуцк (нем. Путциг), стоявшие в пуцком порту корабли сумели вырваться и уйти в Гданьск. Затем шведы взяли Добре-Място (нем. Гуттштадт). Только упорная оборона Пасленка (нем. Пройсиш-Холланд) остановила их наступление. 14 сентября шведы взяли крепость Гданьска-Глова (нем. Данцигер-Хаупт).
После первых успехов, Густав II Адольф основал основную базу войск в обеспеченной продовольствием и фуражом Великой Жулаве, в междуречье Вислы и Ногата. Главной целью шведских войск теперь становился Гданьск. Взятие этого крупнейшего портового города обеспечило бы Швеции доходы, вытекающие из гданьской морской торговли: в 1620-е годы экспорт Речи Посполитой через Гданьск и Кёнигсберг (польск. Крулевец) составлял 5,5 миллионов талеров, 80 % этой суммы приходилось на Гданьск. Осаждая Гданьск, шведы размещают дополнительные силы в Тчеве и Гневе.
Власти Гданьска тщательно подготовились к обороне, собрав ополчение и наняв за рубежом 5 тысяч солдат. Город располагал современными укреплениями, единственным слабым местом его обороны являлась восточная часть, где был только каменный вал. Уровень воды в Висле позволил Гданьску открыть шлюзы и затопить Жулавы, из-за чего шведы на несколько недель были отрезаны от города. Кроме того, гарнизон Гданьска, с помощью польских подкреплений, заблокировал шведские гарнизоны в Тчеве и Гневе, охранявшие переправы через Вислу.

### Политическая ситуация в Речи Посполитой
Речь Посполитая оказалась не готова к такой серьёзной войне. Хотя сейм, принял новые налоги, их большая часть пошла на погашение прошлогодних задолженностей по выплате жалованья войскам. В этой ситуации возникла необходимость сокращения численности войск. На момент шведского вторжения, численность Коронной армии составляла 34,6 тысяч человек, в том числе 18,6 тысяч затяжного (наёмного, завербованного) войска, 10 тысяч кварцяного войска и 6 тысяч реестровых казаков. Из-за постоянной угрозы татарских набегов большая часть Коронной армии находилась на Украине, поэтому шведы изначально имели в Пруссии значительное превосходство.
Шведское вторжение вызвала в Речи Посполитой опасение, что войну на стороне Швеции начнёт трансильванский князь Габор Бетлен, используя в качестве повода месть за бесчинства лисовчиков. Также, с тревогой смотрели на действия лидера немецких протестантов графа Петера Эрнста фон Мансфельда в Силезии. Кроме того, опасения порождали неизвестность позиции России, Османской империи и Крымского ханства. В самой Речи Посполитой мнения шляхты о прогабсбургской политике Сигизмунда III были противоположными. Лидеры оппозиции гетман польный литовский Христофор Радзивилл, краковский каштелян Юрий Збаражский, его брат коронный великий конюший Кшиштоф Збаражский, киевский воевода Томаш Замойский и белзский воевода Рафаил Лещинский не только отказали королю в финансовой помощи, но даже стремились низложить его. В сенате (верхняя палат сейма) дошло до спора о дальнейших действиях. Чтобы выиграть время, предполагалось послать для действия на шведских коммуникациях отряд кавалерии под командованием королевича Владислава. Король был другого мнения, считая, что после сбора войск сможет разбить шведов и вернуть потерянные города в Пруссии. Возникло предположение, что король не желает скорого окончания войны, так как теряет возможность вернуть себе шведский престол.

### Контрнаступление коронных войск

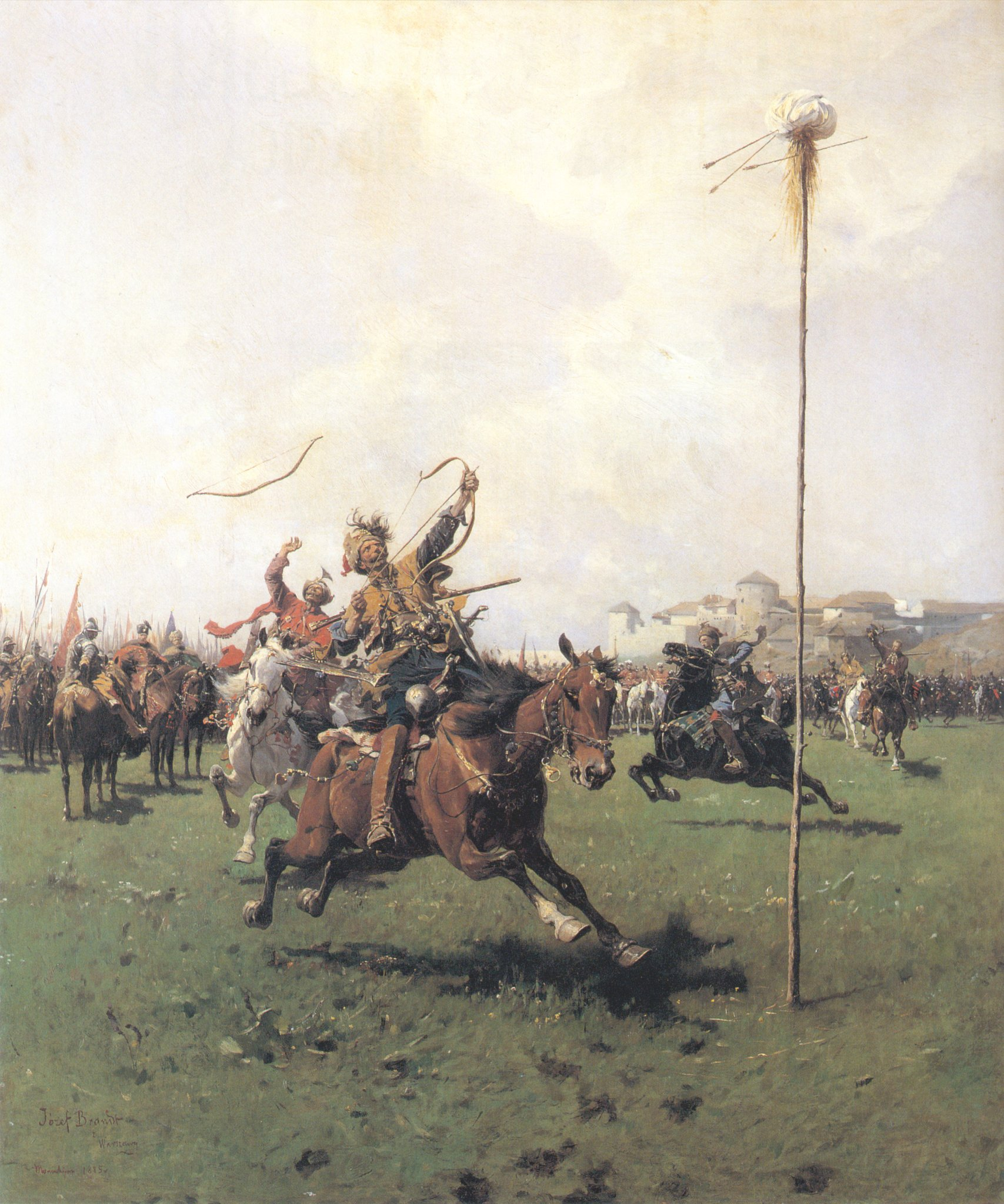
Юзеф Брандт. Лисовчики, упражняющиеся в стрельбе из лука

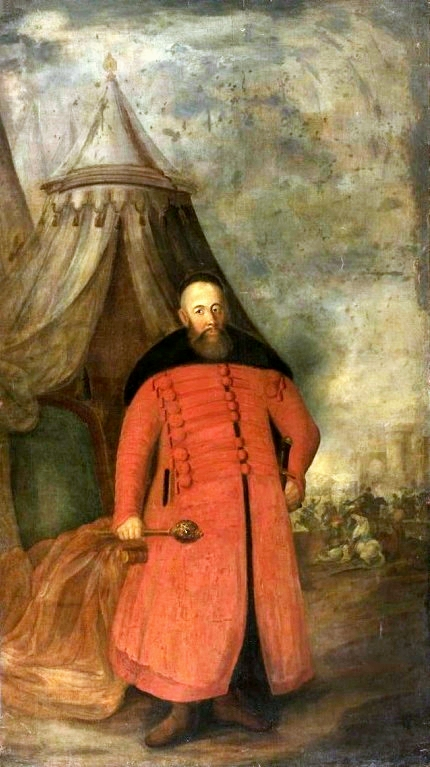
Гетман польный коронный Станислав Конецпольский

В августе началась концентрация коронных войск в Торуни (нем. Торн), где изначально собралось 7 тысяч солдат из надворных отрядов, посполитого рушения из Королевской Пруссии и подкреплений магнатов. Ожидалось прибытие с Украины кварцяного войска под командованием гетмана польного коронного Станислава Конецпольского. На военном совете Сигизмунду III рекомендовали двинуть войска на Вармию (нем. Эрмланд), но король опасался, что шведы укроются в крепостях, которые будет трудно взять из-за недостатка артиллерии. Сам он выступал за наступление на Гнев, чтобы заставить Густава II Адольфа принять сражение. Королевская армия направилась к Грудзёндзу (нем. Грауденц), для соединения с войском хелмненского воеводы Мельхиора Вейхера. Увеличив свою численность до 12 тысяч человек, королевская армия в сентябре осадила Гнев. Одновременно, в целях разведки, под Гданьск и Пуцк был послан отряд лисовчиков во главе с полковником Николаем Мочарским. Готовясь к штурму Гданьска, Густав II Адольф, после прибытия подкреплений, увеличил свою армию до 22 тысяч человек. Узнав об осаде Гнева, шведский король выступил для его деблокады во главе 8,1 тысяч пехоты и 1,7 тысячи кавалерии с 74 орудиями. С 22 сентября по 1 октября шла битва под Гневом, которая закончилась безрезультатно.
После сражения Сигизмунд III направился к Чарлину, в 5 километрах к юго-западу от Тчева. Затем, под Рокитками (нем. Рокитткен) поляки перекрыли единственную дорогу, идущую из Тчева в Гданьск. Проведение новых вербовок увеличило в коронных войсках число мушкетёров и драгун, значительно повысив их огневую мощь. В это время в Гданьске организовали переправу на Висле и начали строительство укреплений в восточной части. Положение шведских войск осложнилось, так как они были заблокированы в Жулавах и на побережье Герцогской Пруссии. Войска Речи Посполитой, наоборот, имели полную свободу манёвра. Наиболее тяжёлым было положение шведского гарнизона в Пуцке, который был отрезан от остальных своих войск и снабжался только по морю. Практически до апреля 1627 года шведские войска были отрезаны от своих земель, так как буря в Балтийском море мешала их снабжению. Понимая, что Гданьск не взять, Густав II Адольф предал командование риксканцлеру Акселю Оксеншерна и отправился в Швецию для сбора новой армии.
21 октября в Чарлин прибыл гетман Конецпольский с частью кварцяного войска, 3 ноября прибывают главные силы кварцяного войска. Конецпольский был назначен главнокомандующим всех коронных войск действующих против шведов. Приведённые Конецпольским войска насчитывали 4,2 тысячи конницы, 1 тысячу драгун и 1 тысячу пехоты. Когда литовские и часть надворных отрядов были отправлены в Ливонию, а у части наёмных подразделений закончился срок службы, под началом Конецпольского осталось 11 тысяч солдат, в том числе 6 тысяч кавалерии. Кроме того, гарнизон Гданьска насчитывал 5 тысяч солдат. Численность шведских войск составляла 21 тысяча человек, из них 7-8 тысяч человек в гарнизонах захваченных городов и крепостей.

### Боевые действия в Ливонии

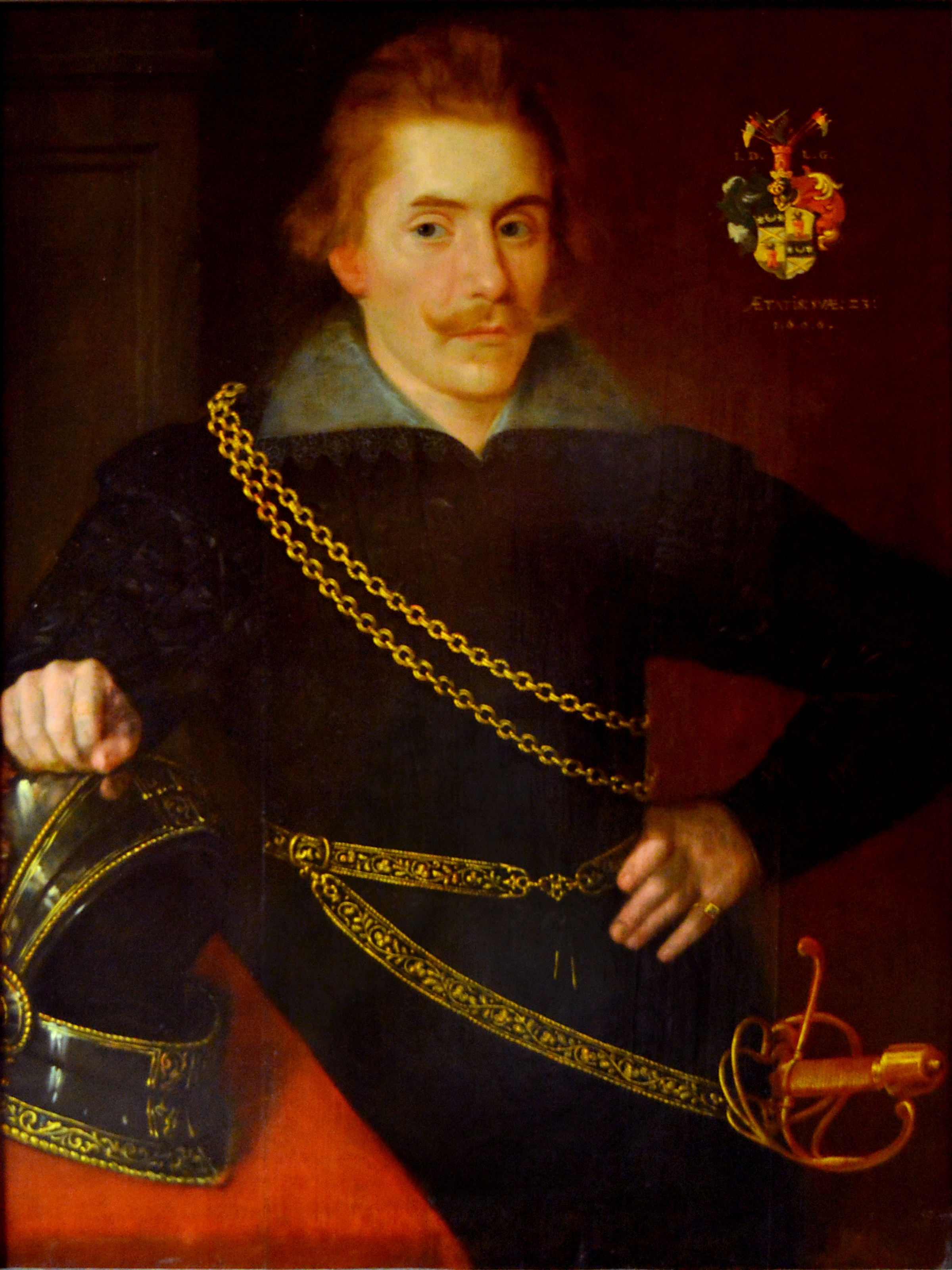
Шведский фельдмаршал Якоб Делагарди

В середине июня 1626 года закончился срок шведско-литовского перемирия. Возобновились боевые действия в Ливонии, где войска Речи Посполитой возглавил смоленский воевода Александр Гонсевский. Воспользовавшись тем, что основные силы Швеции задействованы в Пруссии, Гонсевский одержал ряд побед, но попытка навязать бой главным силам шведов в Ливонии, стоящим в Митаве, успеха не имела, шведский командующий фельдмаршал Якоб Делагарди избегал сражения. Удалось только заманить в засаду и разбить шведский отряд в районе Митавы, шведские потери составили 130 человек. Также, Гонсевский отбил несколько захваченных шведами небольших ливонских замков.
К осени положение шведов улучшилось и они перешли в контрнаступление. 30 сентября Делагарди нанёс поражение Гонсевскому под Сельбургом. В тот же день под Венденом хорунжий великий литовский Самуил Пац атаковал шведский отряд полковника Густава Горна, но был отбит. Военные неудачи и нехватка средств для выплаты солдатам жалованья заставили литовское командование задуматься о заключении перемирия. Во время мирных переговоров Делагарди 3 декабря вновь наносит Гонсевскому поражение под Венденом, после чего отбивает утраченные летом ливонские замки. 19 января 1627 года в Бальдоне было заключено перемирие сроком до 11 июля того же года. В обмен на Лаудон шведы вернули Великому княжеству Литовскому Биржи, захваченные в 1625 году, а также обещали вернуть захваченные в том же году Митаву и Бауск.

### Боевые действия в Пруссии на рубеже 1626—1627 годов

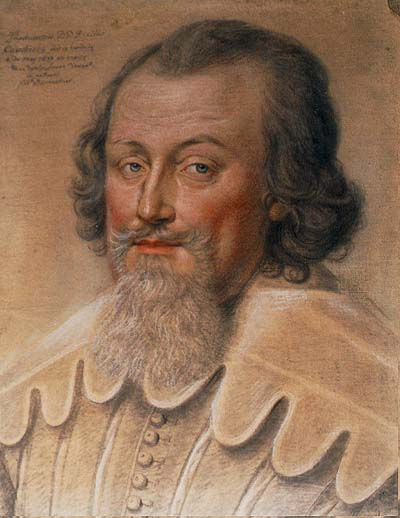
Риксканцлер Швеции Аксель Оксеншерна

Приняв командование, Конецпольский воспользовался польским преимуществом в кавалерии, отряды которой начали действовать на шведских коммуникациях и угрожать их базам снабжения. Большую часть шведских войск составляла пехота, которая ничего не могла предпринять против тактики противника. Польские войска сумели блокировать Жулавы, Пиллау и Бранево. С этого времени усложнилась связь между шведскими гарнизонами. Отряды польской кавалерии оказали большой психологический эффект на шведов, которые полагали, что сил у противника гораздо больше, чем было на самом деле. Риксканцлер Оксеншерна был убеждён, что имеет дело с как минимум 20-тысячной польской армией и посылал тревожные письма Густаву II Адольфу. Тактика Конецпольского привела к тому, что шведы полностью утратили инициативу и перешли к обороне.
В боевых действиях наступило затишье. Конецпольский отправился на сейм в Торунь, временно передав командование полковнику Николаю Потоцкому. Заседавший 10—29 ноября сейм утвердил в Королевстве Польском и Великом княжестве Литовском совместные налоги в размере 2,2 миллиона злотых. Но депутаты недооценили стоимость ведения войны в Пруссии. Зимой 1626—1627 годов материальное положение коронных войск ухудшилась.
Чтобы отвлечь внимание шведов от собственных действий в Пруссии, Конецпольский послал отряд Потоцкого в Вармию, где тот взял Орнету. В середине декабря была предпринята неудачная попытка взять штурмом Пуцк, но Конецпольский продолжил осаду этого города.
В конце января 1627 года Оксеншерна разработал план, предусматривавший удар по коронным войскам с востока и запада. Полковники Юхан Стрейфф и Максимилиан Тейффель отправились для найма солдат в Мекленбург, оттуда они должны были наступать на Пуцк или Чарлин. В это же время Оксеншерна с главными силами должен форсировать Вислу и ударить по противнику с востока. После разгрома поляков под Тчевом и возвращения Густава II Адольфа с подкреплениями предполагалось возобновить осаду Гданьска.
В течение зимы 1626—1627 годов обе армии сильно пострадали от голода и болезней. Шведы потеряли 35 % пехоты, 27 % рейтар и 20 % немецких и шотландских наёмников. Чуть меньшие потери понесли коронные войска. В Жулавах, из-за грабежей коронных войск, началось крестьянское восстание. К весне 1627 года у шведов было 15-17 тысяч солдат, в коронных войсках — 8-9 тысяч солдат, в гарнизоне Гданьска — 4-5 тысяч солдат.

## 1627 год

### Успехи Конецпольского

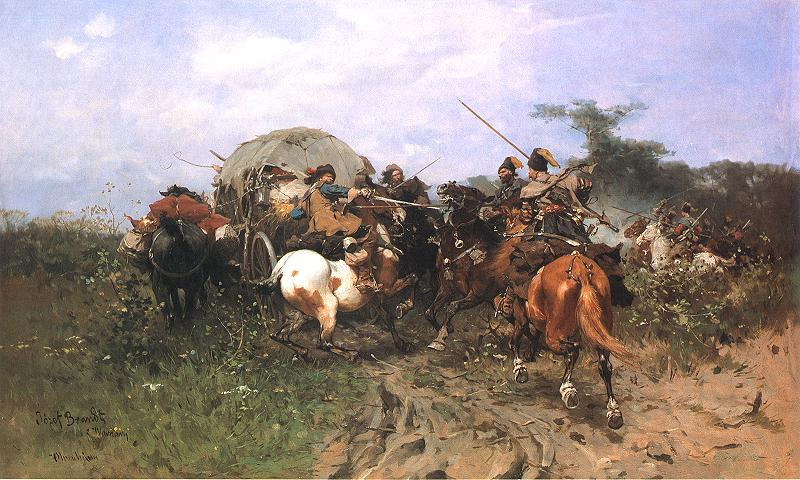
Юзеф Брандт. Столкновение со шведами

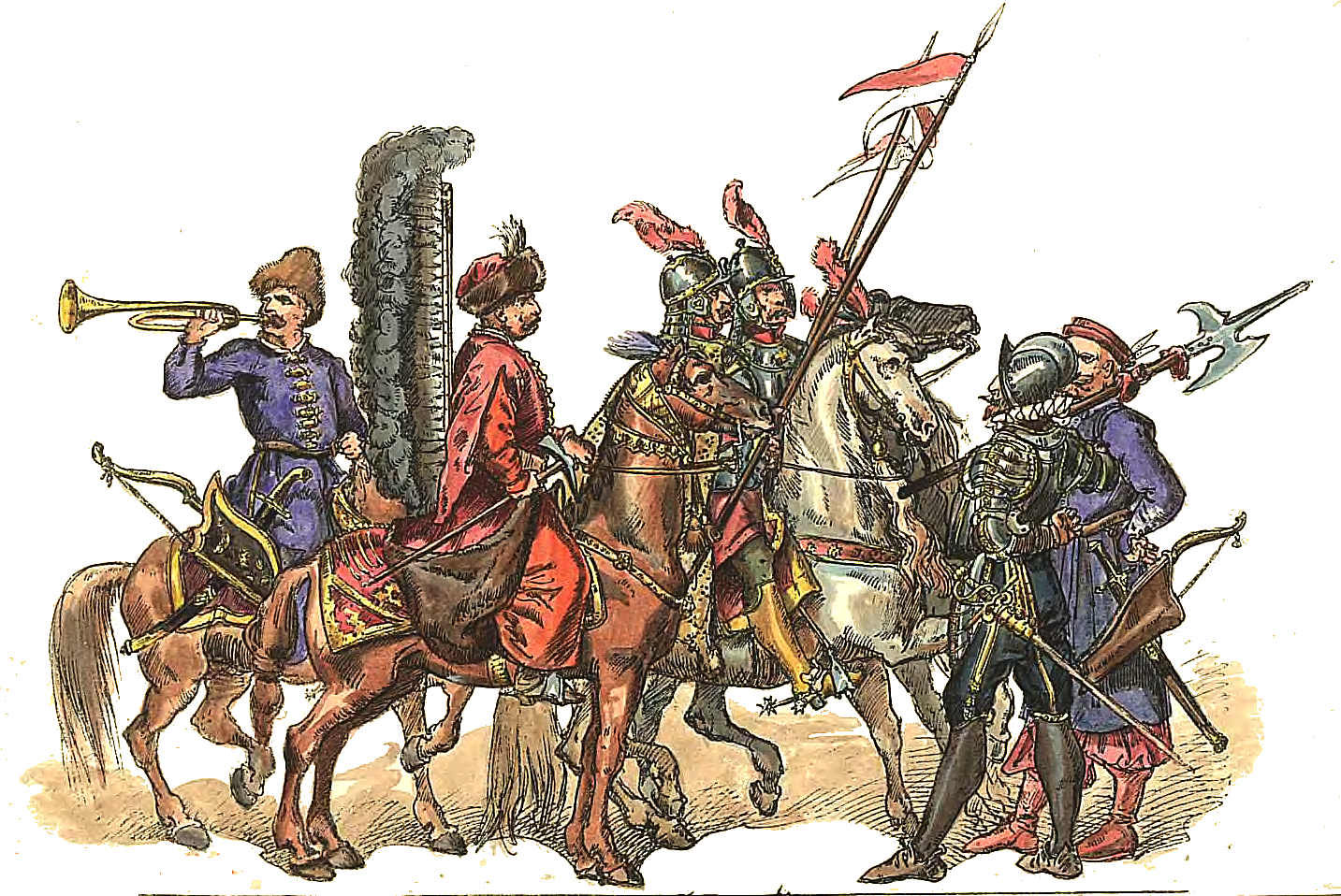
Ян Матейко. Воины Речи Посполитой в 1588—1632 годах

После начала весной ледохода на Висле к польским войскам прибыли корабли с провиантом. Решение проблемы со снабжением войск позволило Конецпольскому активизировать боевые действия. При поддержке польского военного флота гетман 2 апреля 1627 года взял Пуцк. Затем, 12—15 апреля при Чарне (нем. Хаммерштейн) он окружил и 17 апреля заставил капитулировать шедший из Мекленбурга отряд наёмников во главе с полковниками Стрейффом и Тейффелем. Сдавшиеся в плен 800 пехотинцев и 500 рейтар поступили на службу в коронное войско. На сторону Речи Посполитой встал бранденбургский курфюрст, одновременно являвшийся и герцогом Пруссии, Георг Вильгельм.
После победы при Чарне, для защиты от главных сил шведов коммуникаций на Висле, коронные войска выступили на Члухув (нем. Шлохау) и Хойнице (нем. Кониц). К этому времени территория к западу от Вислы была очищена от шведских войск.
Положение Речи Посполитой после победы при Чарне несколько улучшилось, но Конецпольскому трудно было поддерживать дисциплину в войсках, которые не получали жалованья. Для увеличения численности войск, Сигизмунд III просил императора Священной Римской империи Фердинанда II разрешить нанимать солдат в его наследственных владениях (Эрцгерцогство Австрия, Королевство Богемия, Королевство Венгрия). Император дал согласие, рассчитывая удержать Швецию от вступления в войну на территории Германии (Тридцатилетняя война).

### Экономические проблемы
Война негативно отразилась на экономике Речи Посполитой. Главной причиной стал тот факт, что театром военных действий стали территории имевшие особое значение для польской внешней торговли. Резко упала торговля в Гданьске: весной 1627 года, из-за угрозы захвата шведами, под Грудзёндзом стали корабли с зерном. Прекращение гданьской торговли было ударом не только для самого Гданьска, но для всей Речи Посполитой, для которой значительная часть внешней торговли проходила через этот город. Прекращение гданьской торговли имело серьезные последствия и для всей Европы, так как вызвало значительный рост цен на продукты питания и лес в Англии, Франции, Голландии и в ряде других европейских стран, которые были заинтересованы в восстановлении мира в Балтийском регионе.

### Боевые действия на море. Весна
Весной 1627 года небольшой польский флот содействовал взятию Пуцка, нападал на шведские торговые корабли, пытался блокировать захваченную шведами Ригу. Но 17—18 мая у польских берегов появились две шведские эскадры, польские корабли были вынуждены вернуться в Гданьск. В районе Лебы, три польских военных корабля и вооружённая шкута атаковали шведские корабли и с боем прорвались в Гданьск, тем самым доказав высокий уровень подготовки польских моряков.

### Вторая кампания Густава II Адольфа
18 мая прибывший из Швеции с подкреплениями Густав II Адольф высадился в Пиллау. Численность шведских войск в Пруссии увеличилась до 20 тысяч человек, в том числе 8,5 тысяч в составе гарнизонов захваченных городов и крепостей. В это время у Конецпольского было чуть больше 14 тысяч солдат, а в гарнизоне Гданьска — 4 тысячи солдат. Кроме того, шведская армия многократно превосходила войска Речи Посполитой по количеству полевых орудий.
Шведский король знал, что из-за невыплаты жалованья в коронных войсках упала дисциплина. Пользуясь этим, он решил форсировать Вислу и атаковать Гданьск. В ночь на 23 мая под Кезмарком шведские войска начали переправу через Вислу, но на противоположном берегу попали под обстрел отряда из гданьского гарнизона и наёмной немецкой пехоты, которую Конецпольский отправил на помощь Гданьску. Пытаясь восстановить порядок в передовых частях, Густав II Адольф вместе с солдатами переправился на лодке на другой берег, где был ранен в бедро. Шведы прекратили переправу. Во время этой неудачной ночной попытки форсировать Вислу одна из шведских лодок вместе с экипажем была захвачена поляками.
В июне Густав II Адольф сосредоточил войска под Диршау (совр. Тчев). Чтобы отвлечь его внимание Коенцпольский послал полковника Потоцкого к Бранево, угрожая отрезать шведов от Пиллау. Прежде чем шведская армия вернулась под Тчев, Конецпольский 12 июля принудил к капитуляции шведский гарнизон в Гневе. Однако шведы сумели прорвать оборону отряда из гданьского гарнизона и наёмной немецкой пехоты под Кезмарком. Конецпольский, чтобы не допустить взятия Гданьска, решил дать шведам сражение. 17—18 августа состоялось сражение при Диршау, в которой ни одна из сторон не смогла одержать победу. Во время сражения шведский король был тяжело ранен. Шведское наступление на Гданьск было сорвано. Кроме того, шведы не смогли разгромить армию Конецпольского, как планировали ранее, до прибытия подкреплений из Австрии. Военные действия в Пруссии приняли позиционный характер: из-за полученной раны Густав II Адольф не мог командовать войсками, в результате шведы утратили инициативу, но и армия Конецпольского также не могла вести активных боевых действий.
Осенью шведский король не решился на очередную попытку штурма польских позиций под Тчевом и Кезмарком, ограничившись вытеснением коронных войск из Вармии. 26 октября он вновь передал командование риксканцлеру Оксеншерне и отправился для набора новых подкреплений в Швецию.

### Попытка заключения перемирия
Под влиянием неудачной летней кампании Густав II Адольф был готов заключить с Речью Посполитой перемирие, чтобы принять участие в Тридцатилетней войне против Габсбургов. Шведский король заявил о готовности вернуть Речи Посполитой все захваченные территории в Пруссии, и даже Ливонии, и отложить на будущее решение вопроса о претензиях Сигизмунда III на шведскую корону, если Речь Посполитая согласится заключить перемирие на 30 лет и выплатит Швеции денежную компенсацию. Сейм отверг шведские мирные предложения и принял решение о продолжении войны до полного изгнания шведов со всех захваченных территорий. Но в течение 33 дней заседания сейма не было принято новых налогов. Также, не было проведено никаких реформ, которые могли бы повысить шансы на победу в войне. Во время заседания сейма появилась нежелательная для магнатерии возможность принятия решения большинством голосов, но этого не произошло.
Когда сейм отверг мирные предложения Швеции, союзная ей Голландия отказала Густаву II Адольфу в финансовой помощи и потребовала заключения мира с Речью Посполитой. На это решение повлияло немалое для Голландии значение балтийской торговли. Затянувшаяся война вызывала финансовые потери в среде голландских купцов, что отразилось на доходах голландской казны. В этой ситуации шведский король решил продолжать войну собственными силами, и заставить Речь Посполитую подписать выгодный для него мир.

### Боевые действия на море. Осень

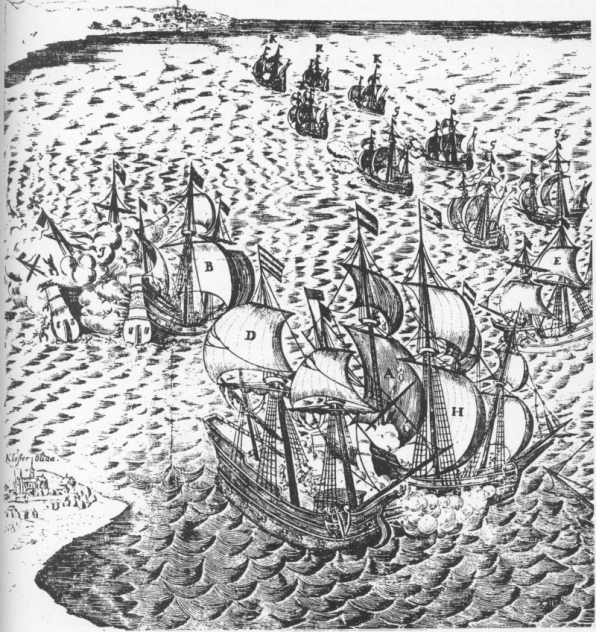
Битва при Оливе. Гравюра XVII века

В это время шведский флот продолжал блокаду Гданьска. С приходом осени большая часть его кораблей вернулась в Швецию, блокаду продолжали только 6 кораблей под командованием вице-адмирала Нильса Стёрнхольда, получившего приказ продолжать блокаду до декабря. 28 ноября при Оливе польский флот под командованием адмирала Аренда Дикманна атаковал не ожидавшую нападения эскадру Стёрнхольда. Во время боя Дикманн и Стёрнхольд получили смертельные ранения, но поляки одержали победу. Шведы потеряли два галеона: один был потоплен, второй, флагманский корабль Стёрнхольда, захвачен поляками. Блокада Гданьска была снята.
Блокада польских портов шведским флотом сильно ударила по польскому экспорту: например, в 1625 году в Гданьск заходило до 1097 торговых кораблей, в 1627 году — только 150. Сокращение торговли с Западной Европой привело к значительному падению цен на зерно и увеличению цен на импортные товары. Шведы получали средства на ведение войны, взимая высокую пошлину с шедших в Польшу торговых кораблей. Таким образом, блокада польского побережья давала Швеции, одновременно, два преимущества — ослабление экономики Речи Посполитой и пополнение собственной казны.

### Боевые действия в Ливонии
В июне 1627 года возобновились боевые действия в Ливонии, которые, главным образом, ограничивались небольшими столкновениями. Нехватка артиллерии не позволяла войскам Великого княжества Литовского брать города и замки, поэтому они совершали кавалерийские рейды на подконтрольную шведам территорию. При фронтальном столкновении на стороне шведов было превосходство в огневой мощи. Единственной крупной военной акцией была экспедиция шведского полковника Густава Горна в Семигалию.

## 1628 год

### Положение воюющих сторон в начале года
Для сокращения технического превосходства шведской армии, Станислав Конецпольский в Королевстве Польском и Христофор Радзивилл в Великом княжестве Литовском начали реорганизацию войск. Стремясь повысить огневую мощь своих войск, оба гетмана начали нанимать мушкетёров и драгун. Особенно ценились драгуны, так как умели сражаться и конном, и в пешем строю. Но из-за нехватки финансовых средств, в 1627 году задолженность Речи Посполитой по выплате жалованья войскам составила 1250 тысяч злотых, реорганизация войск не была завершена. Особенно трудно было сократить шведское превосходство в артиллерии.
Весной 1628 года шведский флот возобновил блокаду польского побережья. Налоги в Речи Посполитой поступали в казну очень медленно, в войсках началось разложения и возникла угроза бунта. 10 мая Конецпольский выступил с речью в посольской избе (нижняя палата сейма), его речь возымела действие и 27 июня сейм принял новые налоги.
К весне 1628 года численность войск Речи Посполитой достигла приблизительно 23 тысяч человек, в том числе 8-9 тысяч человек в коронных войсках в Пруссии и 3-4 тысячи человек в гарнизоне Гданьска. Швеция, для скорейшего окончания войны, мобилизовала 50,7 тысяч человек. Весной шведские войска в Пруссии уже насчитывали 19 тысяч человек. 25 мая в Пиллау высадились подкрепления численностью в 22 тысячи человек во главе с Густавом II Адольфом. Теперь у шведов был более чем двукратный перевес. Но шведский король не стал наступать на Гданьск, стремясь с помощью демонстрационных действий заставить Речь Посполитую пойти на уступки и заключение мира. Также, шведский король планировал создание коалиции против Речи Посполитой, с участием запорожских казаков, Крымского ханства, России, Трансильвании и протестантских князей Германии, но безуспешно.
27 июня Сигизмунд III созвал чрезвычайный сейм, который утвердил задолженность по выплате жалованья войскам на сумму в 1620 тысяч злотых. Для её погашения резко увеличили налоги: было введено 8-10 поборов, 2 чопова, двойная кварта и подушный налог для евреев. Католическое духовенство согласилось внести пожертвование на военные нужды (Subsidium charitativum). Погашение задолженности подняла боевой дух в войсках, но не могла компенсировать численного и качественного превосходства шведской армии.

### Боевые действия на море
После поражения под Оливой в Швеции поняли какую угрозу может представлять немногочисленный польский флот и решили его уничтожить. В ночь на 6 июля при Вейксельмюнде (польск. Вислоустье) шведский флот под командованием Густава II Адольфа внезапно атаковал и нанёс поражение стоявшему на рейде польскому флоту. Во время сражения один польский галеон взорвался и ещё один затонул, остальные 8 кораблей польского флота также получили серьёзные повреждения, корабельные экипажи понесли потери, среди погибших был командующий польским флотом адмирал Григорий Фентросс.
Спустя два месяца реорганизованная после поражения польская эскадра захватила под Хелем (нем. Хела) севший на мель шведский корабль. Но воевать со шведами в море на равных поляки уже не могли. До самого конца войны шведский флот занимал в Балтийском море господствующую позицию.

### Боевые действия в Пруссии
После победы на море Густав II Адольф планировал овладеть позициями под Тчевом, но действия на коммуникациях польской кавалерии заставили его отойти в Гданьскую Жулаву (нем. Данцигер-Вердер). В августе шведский король во главе армии в 14,8 тысяч человек выступил на Грудзёндз, планируя захватить территорию всей Королевской Пруссии. Но гетман Конецпольский остановил наступление шведов, преградив им путь на переправе через Осу. Произошло несколько небольших вооружённых столкновений, но ни одна из сторон не решилась на генеральное сражение. 24 сентября Густав II Адольф взял Бродницу (нем. Штрасбург). Успех шведов стал неожиданностью для коронных войск, но вскоре Конецпольский блокировал Бродницу и начал на шведских коммуникациях партизанские действия. Оставив в Броднице гарнизон, шведский король отказался от дальнейшего наступления. Во время отступления шведы несли потери: по свидетельству одного офицера потери превысили 5 тысяч человек, главным образом от дезертирства, а иностранные наёмники, деморализованные неудачами, были близки к бунту. Разорение шведскими войсками территории по который они шли сыграло против них самих, не было ни подходящих для зимних квартир жилищ, ни продовольствия и фуража. Эта шведская неудача могла изменить ход войны, но коронные войска постоянно не получали жалованья, что отражалось на их дисциплине, солдаты соглашались служить в долг только из доверия к Конецпольскому, обещавшему, что жалованье будет выплачено.
Осенью Конецпольский, не ожидая до весны возобновления активных боевых действий, поручил блокаду Бродницы каменецкому каштеляну Станиславу Потоцкому и выехал из Пруссии на заседание сейма, сначала в Торунь, а затем в Варшаву, с целью добиться выплаты жалованья войскам.
Несмотря на численное и качественное превосходство войск, кампания 1628 года не принесла Швеции ожидаемых успехов. Это произошло благодаря полководческому таланту Конецпольского, успешно применявшего тактику партизанской войны, в которой за кавалерией Речи Посполитой оставалось качественное преимущество.

### Боевые действия в Ливонии
В Ливонии, за исключением небольших участков, боевые действия проходили вяло. Литовские и шведские войска по-прежнему были разделены по линии рек Западная Двина и Эвикста. 1 февраля 1628 года литовский отряд Войцеха Корфа и Константина Зеновича нанёс поражение шведскому отряду Густава Горна при замке Трейден. 18 мая того же года смоленский воевода Гонсевский взял Бауск, захваченный шведами ещё в 1625 году. Также, литовские войска отбили у шведов Сельбург.
Ведению активных боевых действий мешали разногласия между Гонсевским и гетманом великим литовским Львом Сапегой. Не получавшие жалованья солдаты массово покидали Ливонию, численность литовских войск сократилась до 3 тысяч человек. Война была крайне непопулярна в Великом княжестве Литовском — шляхта считала её вредным для Речи Посполитой династическим спором Сигизмунда III.

## 1629 год

### Зимняя кампания в Пруссии

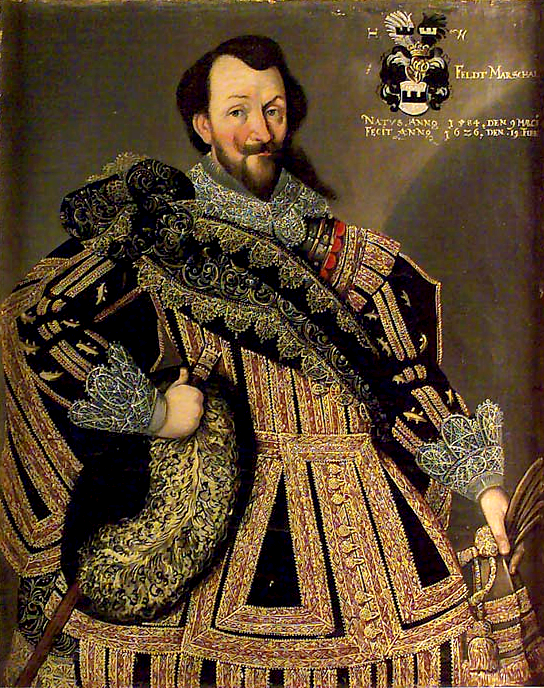
Георг Гюнтер Краилль фон Бемеберг. Шведский фельдмаршал Герман фон Врангель

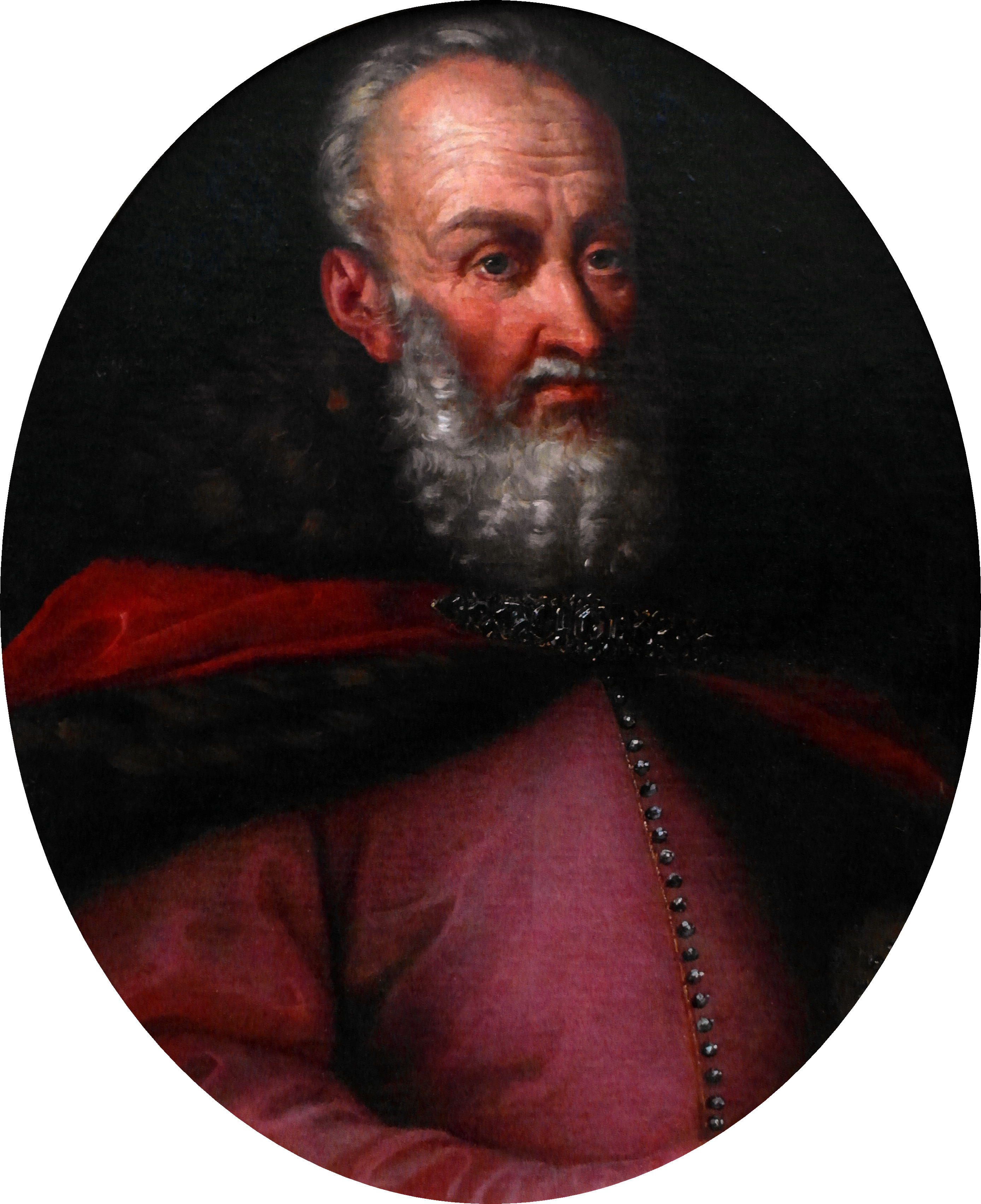
Станислав Потоцкий

Зимой 1628—1629 годов активных боевых действий не велось. Немногочисленные отряды коронных войск продолжали блокаду Бродницы. Коронные войска в Пруссии, без учёта гарнизона Гданьска, насчитывали 9 тысяч человек, в том числе 3 тысячи человек в гарнизонах городов и крепостей. Положение шведского гарнизона в Броднице было тяжёлым: запасы продовольствия заканчивались, отсутствовала возможность снабжения извне, угрожал голод, гарнизон был близок к капитуляции. Командовавший в отсутствие Густава II Адольфа шведскими войсками в Пруссии риксканцлер Оксеншерна решил деблокировать Бродницу. К 6 февраля в Миломлыне (нем. Либэмюль) была сконцентрирована армия численностью в 6,2 тысячи человек и 8 орудий под командованием фельдмаршала Германа фон Врангеля. Эта армия должна была наступать через Любаву (нем. Лёбау) и Лидзбарк-Вельски (нем. Лаутэнбург), затем разбить блокирующие Бродницу коронные войска и провести в город обоз с продовольствием в 300 возов. Чтобы отвлечь внимание командования коронных войск от главного удара шведов, в окрестности Тчева, Старогарда и Скаршевы (нем. Шёнек) было послано 2 тысячи рейтар во главе с полковником Эриком Соопом.
Узнав о движении шведов, Потоцкий отправил против них несколько кавалерийских хоругвей во главе с Петром Чарнецким. Чарнецкий застал армию Врангеля под Любавой и сообщил об этом Потоцкому. Потоцкий предполагал, что шведы пойдут на Бродницу коротким путём, через Нове-Място-Любавске (нем. Неймарк), и решил оборонять переправу в районе Гужно (нем. Горзно). Врангель узнал о планах Потоцкого, стремясь не допустить, чтобы коронные войска собрались и закрепились под Гужно, 11 февраля он немедленно выступил туда. К моменту внезапного появления шведов, Потоцкий успел собрать только 4-5 тысяч солдат и 4 орудия. 12 февраля состоялось сражение при Гужно, закончившееся для коронных войск сокрушительным поражением. Блокада с Бродницы была снята. Понесённые потери сказались на немногочисленной польской армии. Одновременно, командир немецкой пехоты Герард Денгоф отразил шведское нападение на Торунь, но этот успех не мог повлиять на трудное положение коронных войск в Пруссии. Шведы отступили к Киселице (нем. Фрейштадт). Вскоре обе стороны заключили перемирие до 1 июня 1629 года.

### Имперская помощь Речи Посполитой
Поражение Потоцкого произвело впечатление на находившихся в Варшаве иностранных послов. Сейм принял новые налоги на содержание войск, только в Королевстве Польском было собрано более 2 миллионов злотых, позволившие сформировать новые воинские подразделения, в частности пехотные. Численность коронных войск в Пруссии достигла 18 тысяч человек. Кроме того, помощь Речи Посполитой оказал император Священной Римской империи Фердинанд II, стремившийся удержать шведов от вмешательства в Тридцатилетнюю войну в Германии. В начале июня в Речь Посполитую прибыл 5-тысячный имперский (австрийский) корпус фельдмаршала Ганса Георга фон Арним-Бойценбурга, который вскоре под Чарне был представлен комиссарам (представителям) Сигизмунда III. Вскоре численность союзного корпуса возросла до 10 тысяч человек. Плохо снабжаемые имперские войска отличались недисциплинированностью и занимались грабежом населения в польских землях.

### Летняя кампания в Пруссии

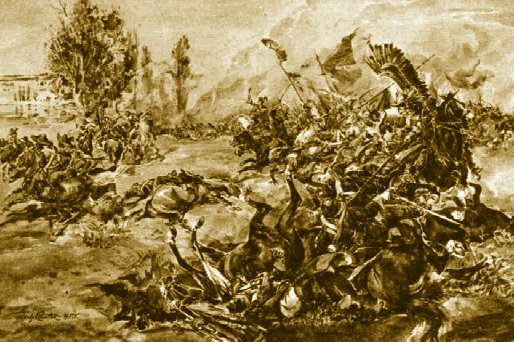
Юзеф Брандт. Битва под Тшцяно

Прибывший из Швеции с подкреплениями Густав II Адольф решил разбить корпус Арним-Бойценбурга, прежде чем он соединится с войсками Конецпольского. 16 июня шведский король выступил из Мальборка на Грудзёндз с 5 тысячами пехоты и 4 тысячами рейтар. Узнав об объединении войск Конецпольского и Арним-Бойценбурга, Густав II Адольф приказал отступать. После объединения с имперскими войсками Конецпольский решил наступать на Жулавы, чтобы захватить основную базу шведских войск в Пруссии.
Шведы отступали в сторону Мальборка двумя колоннами: пехота шла берегом Вислы, параллельным маршрутом шла кавалерия, прикрывая пехоту. 27 июня под Тшцяно (нем. Хонигфельд, Кёнигфельд) Конецпольский и Арним-Бойценбург атаковали шведскую кавалерию, усиленную 1,3 тысячами пехоты и 18 орудиями, во главе с Густавом II Адольфом. В бою шведы понесли существенные потери, что позволило Речи Посполитой заявить о своей победе, шведский король был ранен и чуть не попал в плен. Но, пока шведская кавалерия сдерживала натиск коронной и имперской кавалерии, шведская пехота смогла добраться до Штума.
После битвы под Тшцяно шведы перешли к обороне. Силы воюющих сторон были примерно равны: шведские войска насчитывали 17 тысяч человек, коронные и имперские — 18 тысяч человек. Коронные войска осадили Мальборк, а имперские Шпицу-Монтавску, обе осады закончились безрезультатно. Войска обеих воюющих сторон страдали от голода и болезней, в Коронной армии болел каждый третий. Положение усугублялось частыми конфликтами между коронными и имперскими подразделениями, нередко перераставшими в вооружённые столкновения. Имперские войска требовали большего жалованья, а в казне Речи Посполитой не было денег и для собственных войск. В войсках начались мятежи и дезертирство. Становилось очевидно, что Речь Посполитая, финансы которой истощены, не в состоянии продолжать войну.

### Боевые действия в Ливонии
На февральском сейме гетман польный литовский Христофор Радзивилл предложил сформировать 23-тысячное коронное войско, присоединить к нему примерно такое же по численности литовское и перенести центр войны в Ливонию. Но эта инициатива не нашла поддержки.
В Ливонии численность литовских войск выросла лишь до 5 тысяч человек, но активных боевых действий не велось. Сапега и Гонсевский часто вступали со шведами в переговоры и заключали кратковременные перемирия, ожидая исхода войны в Пруссии. Продолжались разногласия между военачальниками, что также сказывалось на боевом духе литовских войск.

## Перемирие
Боевые действия в Пруссии показали, что войска Речи Посполитой плохо подготовлены к современной (для XVII века) европейской войне, требующей использования фортификационных сооружений и, одновременно, умения их брать. Эта неподготовленность, в значительной степени, была неизбежной из-за особенности ведения войн в восточных окраинах страны, где основное значение, на огромных степных пространствах, имела кавалерия, а не пехота и артиллерия. Нехватку артиллерии и боеспособных пехотный подразделений выявила война со Швецией, особенно боевые действия в Пруссии, которая по сравнению с восточными окраинами была более плотно населённой и, как следствие, обладала большим количеством городов и крепостей. В такой войне только та армия успешно удерживала позиции на захваченной территории, которая умела брать и удерживать крепости и другие опорные пункты. Реформы гетмана Конецпольского не могли за короткое время наверстать упущений в этой сфере со времён Стефана Батория. Длительная война истощала финансы Речи Посполитой, экономическое положение которой усугублялось блокадой польского побережья шведскими флотом. Без проведения военной и финансовой реформ Речь Посполитая не могла одержать окончательную победу над Швецией. Для их проведения был необходим длительный мир или, по крайней мере, несколько лет перемирия.
Посредничество в переговорах между воюющими странами взяла на себя Голландия, заинтересованная в возобновлении прерванной войной торговли в Балтийском регионе. Густав II Адольф также был склонен к прекращению боевых действий в Пруссии, так как собирался вступить в Тридцатилетнюю войну на стороне протестантских князей Германии, также его участия в войне с Габсбургами ожидали Франция и Англия. Речь Посполитую беспокоили действия России, которая вела переговоры с Османской империей и приобрела в Европе большое количество современного вооружения, в частности мушкетов. Кроме того, на южных окраинах Речи Посполитой участились татарские набеги.
После догих переговоров, 26 сентября 1629 года в деревне Альтмарк (польск. Стары Тарг) между Швецией и Речью Посполитой было заключено 6-летнее перемирие. Швеция сохраняла контроль над большинством портов в Герцогской и Королевской Пруссии, в их числе Толькмицко (нем. Толкемит), Эльблонг, Бранево, Пиллау, Мемель, кроме Кёнигсберга, Гданьска и Пуцка. Брандебургский курфюрст и герцог Пруссии Георг Вильгельм, в качестве компенсации за захваченные Швецией территории в Герцогской Пруссии, получал в Королевской Пруссии города Мальборк, Штум, крепость Гданьска-Глова и Жулавы. По истечении срока перемирия, если не будет подписан мирный договор между Швецией и Речью Посполитой, курфюрст был обязан передать вышеуказанные города и территории Швеции. В Ливонии Швеция удержала большую часть территории к северу от Западной Двины, кроме Инфлянтского воеводства, и Ригу, но возвращала герцогу Курляндскому захваченную в 1625 году Митаву. За оказанную военную помощь Речь Посполитая должна была заплатить Священной Римской империи 500 тысяч злотых. Вскоре после заключения перемирия некоторые отряды коронных войск, с согласия Сигизмунда III, отправились в Германию, для участия в Тридцатилетней войне на стороне Габсбургов и Католической лиги. По условиям перемирия Речь Посполитая утратила право строить и держать военный флот в Гданьске. По отдельному договору с Гданьском, Швеция получала право взимать с перевозимых через гданьский порт товаров пошлину в размере 5,5 % от их стоимости: 3,5 % должна была получать шведская казна, 1 % — казна Речи Посполитой, 1 % — Гданьск.

## Итоги войны
Война принесла немалые разрушения Королевской и Герцогской Пруссии: в Королевской Пруссии разрушения охватили 1/3 сельской местности. Кроме того, на этих территориях началась эпидемия чумы, которая затем распространилась и на Мазовию. По подсчётам польского историка Яна Середуки, в результате прекращения морского экспорта Речь Посполитая потеряла 30 миллионов злотых. Серьёзные потери понесли торговля и текстильная промышленность Гданьска.

## Пересмотр условий Альтмаркского перемирия

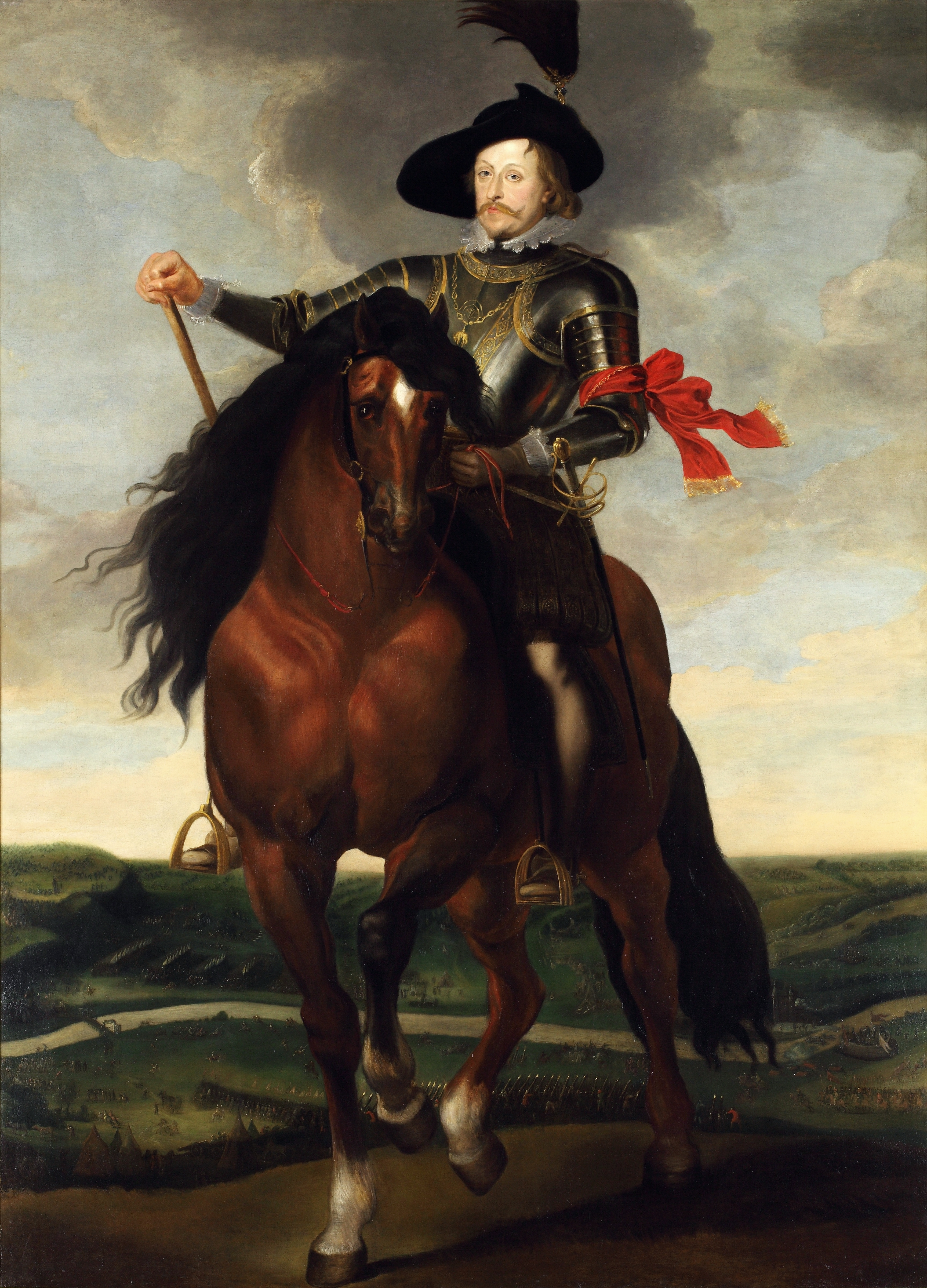
Питер Пауль Рубенс. Владислав IV

После смерти Сигизмунда III в 1632 году Речь Посполитая смогла восстановить утерянный в войне со Швецией престиж, в результате побед в войнах с Россией и Османской империей. В это время, Швеция, участвовавшая в Тридцатилетней войне и потерпевшая в 1634 году, через два года после гибели Густава II Адольфа, поражение от имперских войск, находилась в тяжёлом положении и любой ценой была готова избежать новой войны с Речью Посполитой. Новый король Речи Посполитой Владислав IV, после победы над русскими под Смоленском, стремился возобновить войну со Швецией. Но дальнейшее развитие событий зависело от решения сейма, а Речь Посполитая устала от постоянных войн со Швецией, Россией, Османской империей и Крымским ханством, шедших с 1600 года. Шляхта, магнаты и Гданьск желали мира.
Летом 1635 года в Пруссии была сконцентрирована 21-тысячная Коронная армия, ставшая весомым аргументом дипломатов Речи Посполитой во время мирных переговоров со Швецией. 12 сентября, при посредничестве Франции, в деревне Штумсдорф (польск. Штумска Весь) было подписано новое перемирие на 26 лет. Швеция возвращала все захваченные территории в Королевской и Герцогской Пруссии и прекращала сбор пошлин в Гданьске, но сохраняла за собой большую часть территории Ливонии к северу от Западной Двины и Ригу. Проживавшим в шведской части Ливонии католикам была гарантирована свобода вероисповедания. Кроме того, Великое княжество Литовское получило право свободной торговли на Западной Двине. Владислав IV отказывался от претензий на шведскую корону.